# 皇华馆12号民居
皇华馆12号民居，位于山西省太原市迎泽区柳巷街道海子边东街社区皇华馆12号，已列为太原市文物保护单位。

## 保护
2011年12月31日，皇华馆12号民居由太原市人民政府公布为第三批太原市文物保护单位，编号93。